# Sthenelais boa
Sthenelais boa är en ringmaskart som först beskrevs av Johnston 1833.  Sthenelais boa ingår i släktet Sthenelais och familjen Sigalionidae. Arten är reproducerande i Sverige. Inga underarter finns listade i Catalogue of Life.